# Escut de Palau-sator
L'escut oficial de Palau-sator té el següent blasonament:
Escut caironat: de gules, un palau torrejat d'or obert, acompanyat al cap d'un bou d'or i acostat d'una font d'argent i atzur a la destra i d'una mola d'argent a la sinistra. Per timbre una corona mural de poble.
L'escut fins al febrer de 2008 té el següent blasonament:
Escut caironat: de gules, un palau torrejat d'or obert. Per timbre una corona mural de poble.

## Història

L'anterior escut oficial, només amb el palau torrejat

Va ser aprovat el 22 de setembre de 1995. L'Ajuntament, però, en data 2 de juny del 2004, va decidir afegir al palau, que simbolitza el poble de Palau-sator, els elements que representen les altres tres entitats de població que conformen el municipi, resolució aprovada pel Departament de Governació i Administracions Públiques de la Generalitat de Catalunya el 23 de gener del 2008 i publicada al DOGC el 12 de febrer del mateix any.
El palau torrejat és un senyal parlant tradicional referit al nom del cap del municipi, que literalment vol dir el "palau de la torre". Els nous elements afegits simbolitzen els altres tres pobles del municipi: el bou com a senyal al·lusiu a Sant Julià de Boada, la font heràldica com a senyal parlant de Fontclara i la mola com a atribut hagiogràfic de Sant Feliu de Boada.